# Lingue nuristane
Le lingue nuristane o nurestane costituiscono una sottofamiglia delle lingue indoiraniche. Queste lingue sono parlate nella provincia del Nuristan (o Nurestan), in Afghanistan. L'emersione storica delle lingue nuristane in rapporto alle altre lingue indoiraniche resta difficile da valutare.

## Lingue kafire e lingue nuristane
Queste lingue erano denominate anticamente «lingue kafire». Questo termine è oggi però rigettato, perché si riferisce al Kafiristan, che significa "paese degli infedeli", l'antico nome dato dai musulmani al Nuristan. Dopo il 1896, anno della conquista e dell'islamizzazione della regione, i Nuristani non sono più politeisti. Il termine kafir può dunque avere un'accezione negativa.

## Un'origine controversa[1]
Il primo ad identificare le lingue nuristane fu G.A. Grierson, che nel 1906 pubblicò The Piśāca Languages of North-Western India. Tuttavia, egli le raggruppò con le lingue dardiche.
Fu il norvegese Georg Morgenstierne che stabilì in seguito che le lingue dardiche sono chiaramente delle lingue indoarie e che le lingue nuristani formano un gruppo assai differente. In seguito, parecchie ipotesi vennero presentate per tentare di spiegare l'origine delle lingue nuristane.

### La tesi iraniana
Questa tesi, originariamente proposta da Steen Konow, venne ripresa da M. Mayrhofer.

### La tesi indoaria
Morgenstierne, invece, pensava che queste lingue fossero un ramo separato delle lingue indoarie.

### La tesi della terza voce
Georg Buddruss, riteneva che queste lingue si fossero separate da altre lingue indiane nei tempi pre-vedici. Questo potrebbe spiegare perché molti termini nuristani siano più vicini alle lingue iraniche che alle lingue indoarie.

## Storia
Un tempo le lingue nuristane erano considerate parte delle lingue dardiche, tuttavia si è poi stabilito che siano sufficientemente differenti dalle lingue dardiche da poter costituire un ramo a sé stante all'interno della famiglia delle lingue indoiraniche.

## Liste delle lingue nuristane
Secondo Ethnologue le lingue nuristane sono sei :
- Lingua ashkun 40.000 locutori.
- Lingua kamviri (o Kamdeshi) 20.000 locutori.
- Lingua kati (o Bashgali) 18.700 locutori.
- lingua prasun (o Wasi-veri) 8.000 locutori.
- lingua tregami (o Gambiri) 3.500 locutori.
- lingua waigali (Kalasha-ala) 11.500 locutori.